# Santa Cruz (Colombia)
Santa Cruz è un comune della Colombia del dipartimento di Nariño.
L'abitato venne fondato da un gruppo di missionari francescani attorno al 1517.